# Экоми, Жак
Жак Экоми (фр. Jacques Ekomié; род. 19 августа 2003, Либревиль) — габонский футболист, защитник клуба «Анже» и национальной сборной Габона.

## Карьера
Воспитанник футбольной академии клуба «Мериньяк». В январе 2021 года футболист перешёл в «Бордо». В клубе футболист стал выступать за команду в возрастной категории до 19 лет. Летом 2021 года футболист был переведён во вторую команду французского клуба. Дебютировал за команду 28 августа 2021 года в матче против клуба «Шательро». Футболист сразу же закрепился в клубе. В начале 2022 года футболист также стал подтягиваться к играм с основной командой клуба. Дебютировал за основную команду 2 января 2022 года в матче Кубка Франции против «Бреста», выйдя на замену на 63 минуте. Весь остаток сезона провёл во второй команде, вместе с которой занял итоговое четвёртое место в чемпионате.
К новому сезону футболист начинал готовиться в составе основной команде французского клуба. Дебютный матч в Лиге 2 сыграл 30 июля 2022 года против клуба «Валансьен», выйдя на поле в стартовом составе. Однако вскоре футболист выбыл из основной команды и затем отправился выступать за вторую команду. Первый матч сыграл 5 ноября 2022 года против клуба «Шательро». Свой дебютный гол забил 5 марта 2023 года в матче против клуба «Стад Монтуа». На протяжении сезона несколько раз попадал в заявку основной команды, вместе с которой по итогу стал бронзовым призёром чемпионата.
Новый сезон футболист начал с матча 7 августа 2023 года против клуба «По», выйдя на поле в стартовом составе.

## Международная карьера
В июне 2022 года получил вызов в национальную сборную Габона. Дебютировал за сборную 23 марта 2023 года в матче против Судана в рамках квалификаций на Кубок африканских наций.